# Betriebsunterbrechungsversicherung
Eine Betriebsunterbrechungsversicherung ist die Sammelbezeichnung für diejenigen Versicherungsarten der Schadenversicherung, die Versicherungsschutz für Erlöseinbußen infolge einer Betriebsunterbrechung oder Beeinträchtigung in der betrieblichen Leistungserstellung und -verwertung gewähren.

## Grundlagen
Versichertes Interesse: Risikosubjekt ist der versicherte Betrieb. Das versicherte Interesse ist jedoch nicht auf den Substanzwert seiner Produktionsfaktoren, sondern auf deren Nutzungspotenzial bzw. Ertragskraft für den betrieblichen Leistungsprozess ausgerichtet. Der versicherte Betrieb ist in der Regel die Produktionsstätte des Versicherungsnehmers. Generell mitversichert sind auch Auswirkungen eines Sachschadens innerhalb eines Unternehmens bzw. einer Unternehmensgruppe (Wechselwirkungsschäden). Sofern es an Betriebsstelle A zu einem Sachschaden kommt, in dessen Folge Betriebsstelle B aufgrund ausbleibender Lieferungen ebenfalls nicht mehr produzieren kann, besteht Versicherungsschutz. Im Rahmen der Vertragsgestaltung ist zudem auch die Einbeziehung direkter Zulieferer und Abnehmer möglich (Absicherung von Rückwirkungsschäden). Durch die Globalisierung ergeben sich hierdurch für Erst- und Rückversicherer jedoch erhebliche Kumulschadenpotenziale, da durch den Ausfall eines wesentlichen Zulieferers eine Vielzahl von Unternehmen beeinträchtigt werden kann. Beispiele hierfür sind das Erdbeben in Japan 2011 sowie die Überschwemmungen in Thailand im selben Jahr. Deshalb beschränken Versicherer den Schutz für Rückwirkungsschäden in der Regel auf niedrige Höchstentschädigungen. Teilweise werden von Versicherern umfangreiche Risikoinformationen zu Lieferketten und Brandschutz bei Zulieferern gefordert, bevor Deckung gewährt wird.
Voraussetzung für eine Ersatzleistung aus der Betriebsunterbrechungsversicherung ist ein Sachschaden auf dem Versicherungsort, der die Unterbrechung verursacht. Der Sachschaden muss dabei durch eine versicherte Gefahr entstanden sein, zum Beispiel Feuer, und eine dem Betrieb dienende Sache beeinträchtigen. Es muss sich somit also nicht um Eigentum des Versicherungsnehmers handeln. So ist zum Beispiel auch eine Betriebsunterbrechung nach einem Brandschaden an einem Transformator auf dem Gelände versichert, wenn der Transformator im Eigentum eines Energieversorgers steht. Seit 2010 werden für Großkunden teilweise auch sachschadenunabhängige Betriebsunterbrechungsversicherungen angeboten. So lassen sich beispielsweise Ertragsausfallschäden aufgrund der Unterbrechung von Lieferketten (wie zum Beispiel nach dem Vulkanausbruch auf Island 2010) oder Insolvenz des Zulieferers versichern. Diese Produkte sind aber bislang noch nicht weit verbreitet und werden nur Großkunden angeboten.
Der Sachschaden muss nicht zum völligen Stillstand der Produktion führen. Eine Betriebsunterbrechung liegt bereits vor, wenn der Betrieb nicht in der vorherigen Weise fortgesetzt werden kann.
Wie in den meisten Versicherungssparten können auch in der Betriebsunterbrechungsversicherung Selbstbeteiligungen vereinbart werden. Die Höhe der Selbstbeteiligung hat einen wesentlichen Einfluss auf die Prämie. Neben einer Selbstbeteiligung bemessen in finanziellen Werten (z. B. 5.000 EUR) sind auch zeitliche Selbstbeteiligungen am Markt anzutreffen, insbesondere in der Maschinen-Betriebsunterbrechungsversicherung. Dabei leistet der Versicherer für einen festgelegten Zeitraum ab Beginn einer Betriebsunterbrechung keinen Ersatz. Gängige zeitliche Selbstbeteiligungen sind z. B. 5 oder 10 Tage.

## Haftzeit und Bewertungszeitraum
Die Betriebsunterbrechungsversicherung ersetzt den entgangenen Gewinn sowie die nicht erwirtschafteten fortlaufenden (fixen) Kosten während der sogenannten Haftzeit. Die Haftzeit beträgt regelmäßig 12 Monate ab Eintritt des Sachschadens (und nicht der Betriebsunterbrechung). Über gesonderte Vereinbarungen kann die Haftzeit verlängert werden, z. B. wenn eine Betriebswiederaufnahme innerhalb dieser Zeit vorhersehbar nicht erreicht werden kann. So sind beispielsweise überjährige Haftzeiten von 24 oder auch 36 Monaten durchaus üblich. Die Betriebsunterbrechung endet, wenn die vollständige kaufmännische und technische Betriebsbereitschaft wiederhergestellt ist. Dies ist weitergehender als die bloße Wiederherstellung der Produktionskapazitäten und in der Praxis häufig schwierig zu bestimmen. Sofern die vereinbarte Haftzeit endet, bevor die Betriebsbereitschaft wiederhergestellt ist, erhält der Versicherungsnehmer für die folgenden Ausfallschäden keinen Ersatz mehr.
Von der Haftzeit ist der sogenannte Bewertungszeitraum zu unterscheiden. Dieser hat dieselbe Dauer wie die Haftzeit, jedoch ist kein fester Beginn festgelegt. Vielmehr endet der Bewertungszeitraum mit dem Ende der Betriebsunterbrechung und ist dann rückwirkend (z. B. auf 12 Monate bei 12 Monaten Haftzeit) festzulegen. Der Bewertungszeitraum dient zur Prüfung einer möglichen Unterversicherung. Die Versicherungssumme wird damit mit den tatsächlich erwirtschafteten Erträgen während des Bewertungszeitraumes verglichen. Dies ist jedoch problematisch, da sich der Bewertungszeitraum immer auch auf die Periode erstreckt, in der aufgrund des Schadens keine Erträge erwirtschaftet werden konnten und somit nur fiktive Zahlen anzusetzen sind.

## Versicherungssumme
Problematisch in der Betriebsunterbrechungsversicherung ist die Festsetzung einer Versicherungssumme. Grundsätzlich soll die Versicherung den möglichen Ertragsausfall in der Zukunft abdecken, obwohl im Voraus nur grobe Schätzungen dieser Werte vorgenommen werden können. In der Praxis werden verschiedene Konzepte angewandt, um dieses Problem zu umgehen. So kann auf die Versicherungssumme beispielsweise eine sogenannte Nachhaftung addiert werden, die sich üblicherweise auf 30 % beläuft. Nach Ablauf eines Versicherungsjahres wird der tatsächlich erwirtschaftete Unternehmensertrag mit der Versicherungssumme verglichen und ggf. Prämie nacherhoben bzw. (innerhalb gewisser Grenzen) zurückerstattet. Die Rückerstattung von Prämien ist dabei in der Regel auf 30 % oder 50 % der ursprünglich gezahlten Prämie begrenzt. Letztlich kann die Versicherungssumme hierdurch aber deutlich höher angesetzt werden. Bei einer Rückerstattung von 50 % kann die Versicherungssumme somit auch das Doppelte des tatsächlichen Versicherungswertes betragen, ohne dass finanzielle Verluste entstehen.
In der Praxis wird die Ersatzleistung häufig durch eine Höchstentschädigung je Schadenfall begrenzt. Denn bei Unternehmen mit diversen Betriebsstellen ist in der Regel nicht davon auszugehen, dass ein Schaden den Ausfall der kompletten Produktion innerhalb der Haftzeit verursacht. Die Prämie wird zwar weiterhin aus dem (höheren) Versicherungswert berechnet, jedoch können je nach Ausgestaltung der Höchstentschädigung deutliche Rabatte gewährt werden.

## Risikobewertung
Zur Risikobewertung in der Betriebsunterbrechungsversicherung ziehen die Versicherer zunächst die Risikodaten zur Sachversicherung heran. Neben den üblichen Informationen, zum Beispiel zum Brandschutz, sind aber auch Details des Produktionsablaufes von Bedeutung. Sofern der Ausfall einer einzelnen Maschine große Auswirkungen auf die gesamte Produktion eines Unternehmens hat (sogenannte Engpass-Maschinen bzw. Flaschenhals), ist von einem erhöhten Risiko für den Versicherer auszugehen. Denn so kann bereits ein kleinerer Sachschaden hohe Ersatzansprüche in der Betriebsunterbrechungsversicherung auslösen. In der Praxis entfällt bei Großschadenereignissen meist ein größerer Anteil auf die Betriebsunterbrechungsversicherung als auf die Sachversicherung.
Wesentlich für die Prämienbemessung und auch die Festsetzung der Haftzeit ist die Zeitspanne, innerhalb der Betriebsgebäude und Maschinen wiederhergestellt werden können. Insbesondere bei der Nutzung von Sonderanfertigungen kann die Wiederbeschaffung längere Zeitspannen in Anspruch nehmen. Je nach Lage des Betriebes sind auch behördliche Aufbaubeschränkungen bzw. langwierige Genehmigungsverfahren zu beachten.
Ein Versicherer muss somit ausreichende betriebswirtschaftliche und technische Kenntnisse über den zu versichernden Betrieb haben, um eine angemessene Prämie kalkulieren zu können.
Zu beachten ist, das gemäß diverser Statistiken ca. ein Drittel aller von einer schwerwiegenden Betriebsunterbrechung betroffenen Unternehmen innerhalb weniger Jahre nach dem Ereignis Insolvenz anmelden muss. Der Abschluss einer Betriebsunterbrechungsversicherung ist deshalb von Maßnahmen wie dem Business Continuity Management zu flankieren.
Aus Betriebsunterbrechungen ergeben sich auch Chancen (vgl. Treibmann, Felix: "Betriebsunterbrechung als Chance - Die Nutzung von unternehmerischen Entwicklungsmöglichkeiten unter besonderer Berücksichtigung der Versicherung"; Düsseldorf, 2005).

## Sparten
a) Allgemeine Sparten sind die
- Feuer-Betriebsunterbrechungsversicherung (ergänzt um die Extended Coverage-Betriebsunterbrechungsversicherung)

sichert Schäden wegen Feuer, Explosion oder Blitzschlag ab
- Maschinen-Betriebsunterbrechungsversicherung

schützt vor Geräteausfall aufgrund von Betriebsschäden (Technischer Defekt, Fehlbedienung)
- Mittlere Feuer-Betriebsunterbrechungsversicherung

Betriebsunterbrechungsversicherung mit vereinfachter Summenfestlegung
- Klein-Betriebsunterbrechungsversicherung

Die Versicherungssumme richtet sich nach den vorhandenen Sachwerten
- Tierseuchen-Betriebsunterbrechungsversicherung (Tierparks)
- Transport-Betriebsunterbrechungsversicherung (Bestreikung des Transportbetriebs)
- Betriebsschließungsversicherung

Ertragsausfälle nach Schließung des versicherten Betriebes durch eine Behörde auf Grundlage des Infektionsschutzgesetzes
b) Sonderformen sind u. a. die
- All-Risk-Betriebsunterbrechungsversicherung,
- Bauleistungs-Betriebsunterbrechungsversicherung (Baustopp),
- Betten-Betriebsunterbrechungsversicherung (für Krankenhäuser),
- Elektronik-Betriebsunterbrechungsversicherung,  (elektronisch gesteuerte Fahrzeugteile)
- Elementar-Betriebsunterbrechungsversicherung,

Elementarschäden wie Hagel, Sturm, Blitzschlag, Überschwemmung bzw. langanhaltende Dürre
- Filmausfallversicherung (Filmversicherung),
- Mehrkostenversicherung,
- Mietverlustversicherung (Ersetzt Mietausfälle nach einem Versicherungsfall)
- Montage-Betriebsunterbrechungsversicherung,
- Veranstaltungsausfallversicherung (Absicherung gegen den Ausfall einer Veranstaltung, z. B. aufgrund von schlechtem Wetter oder Krankheit der auftretenden Personen)